# Hypatus
Hypatus o Ypatus (pl. Hypati o Ypati) fue la forma latina del título cortesano bizantino que en idioma griego se denominaba Ὕπατος (transliteración: Hypatos, en plural Ὕπατοι, esto es, Hypatoi), que se traduce a menudo como cónsul, aunque sobrevive en el idioma italiano como Ipato. 

## Historia
Como en tiempos de la República de Roma y el Imperio, el título, al principio por debajo en dignidad del Spatharios o Portador de Espada (Σπαθάριος) y por encima del Stratōr o Palafrenero Imperial (Στράτωρ), inicialmente se concedía en Constantinopla a dos distinguidos ciudadanos "barbados" (βαρβάτοι, esto es, no eunucos), cada año, hasta que Justiniano I eliminó esta práctica debido al extraordinario gasto económico que producía. 
El título de hypatus, finalmente, fue a menudo concedido por los emperadores bizantinos a los gobernantes de las ciudades-estado de Italia bajo protectorado bizantino, entre los siglos IX y XI.

## Uso en la Italia bizantina

### Venecia
El título de Ypatus fue concedido al tercer dux de la ciudad-estado de Venecia, el primero si atendemos a fuentes históricas reconocidas, Orso Ipato. En reconocimiento por tal honor, la familia de Orso adoptó el apellido de Ipato.

### Sur de Italia
Con el declive del poder bizantino en la región (el Catapanato de Italia fue la última posesión directa del Imperio y duró hasta mediados del siglo XI), los gobernantes que tenían el título bizantino de hypatus cambiaron de protectores y se convirtieron en vasallos del Papado, del Sacro Imperio Romano Germánico o del ascendente poder normando en la región, y así adquirieron títulos latinos más familiares como cónsul y dux (el moderno duque). 
Los más famosos hypati fueron los del Ducado de Gaeta. Juan I de Gaeta ganó el título de Patrikios (Πατρίκιος, en forma latina patricius), en su último significado imperial de "hombre fuerte" militar (destinado habitualmente a gobernantes occidentales bárbaros), concedido por el emperador Constantino VII Porfirogéneta, como recompensa por participar en la liga cristiana que derrotó a los sarracenos en la batalla del río Garellano del año 915. 
La forma femenina del término era hypatissa, empleada por las esposas de los hypati, aunque esto fue substituido también por ducissa durante el reinado de Docibil II de Gaeta y su esposa Orania, hacia la primera mitad del siglo X.